# طیره کرمل
طیره کرمل (در عبری: טירת כרמל) نام شهری در استان حیفا اسرائیل است که جمعیت آن در سال ۲۰۰۶ ۱۸٬۸۰۰ نفر و مساحت آن ۵.۶۰۱ کیلومتر مربع بوده است.

## خواهرخواندگی (شهرها)
منهایم آم راین